# Limonia longeantennata
Limonia longeantennata là một loài ruồi trong họ Limoniidae. Chúng phân bố ở miền Australasia.